# Firehose
fIREHOSE — американская рок-группа, образовавшаяся в 1986 году в Лос-Анджелесе, Калифорния. fIREHOSE — Майк Уотт, Джордж Хёрли (оба — бывшие участники Minutemen) и поющий гитарист Эд Кроуфорд (известный также как Ed fROMOHIO) — исполняли мягкий пост-панк с элементами прогрессив, хард-рока, джаза и фолка; были «непредсказуемыми и непретенциозными» и находились «в постоянном развитии, охотно направляясь в любом направлении, какое ни подскажет им муза» (Trouser Press). fIREHOSE объявили о распаде в 1994 году, оставшись в истории (согласно Allmusic) одной из самых интересных американских инди-групп 1980-1990-х годов.

## История группы
Группа была создана весной 1986-го. Незадолго до этого трагическая гибель Д. Буна (D. Boon) привела к распаду предыдущей группы Уотта и Херли, Minutemen. Трагедия настолько подкосила Майка и Джорджа, что они даже подумывали полностью оставить музыку; к счастью, Эд Кроуфорд – на тот момент учившийся в Университете Огайо (Ohio State University) и бывший ярым фанатом Minutemen – убедил их продолжить играть. Произошло это чуть ли не случайно – друзья-студенты, знавшие об увлечениях Кроуфорда, сообщили ему, что Уотт и Херли якобы подбирают новых гитаристов для группы. Эд нашел в телефонном справочнике телефон Уотта и предложил продемонстрировать свои профессиональные навыки. Майк все ещё пребывал в глубочайшей депрессии, так что предложение Кроуфорда у него особого энтузиазма не вызвало. Эд, однако, оказался чрезвычайно настойчивым; когда он без предупреждения появился перед Майком лично, Уотт сдался и согласился выслушать Кроуфорда. На импровизированном прослушивании Кроуфорд исполнил I'm One группы The Who и несколько песен Minutemen. Вложенная Эдом в игру страсть и его невероятный энтузиазм пришлись Уотту по вкусу; именно так и была создана группа fIREHOSE. Кроуфорд перебрался в Сан-Педро (San Pedro); следующие 9 месяцев он прожил в прямом смысле слова под столом в однокомнатной квартире Уотта.
В июне 1986-го группа дала свой первый концерт; к концу года они уже записали свой первый альбом, Ragin', Full-On. Вышел альбом под независимым лейблом 'SST'. В том же году fIREHOSE присоединились к Sonic Youth в гастрольном туре 'Flaming Telepaths Tour'.
Довольно быстро у группы появились поклонники; по большей части они принадлежали к местному андеграунду. Особой популярностью fIREHOSE пользовались у скейтбордистов – во многом из-за того, что ряд их ранних композиций в конце 80-х использовался в скейтерских видеороликах.
За 7.5 лет работы группа выработала собственный стиль, довольно принципиально отличающийся от стиля Minutemen – хотя в основе своей имела все тот же сплав фанка, панка и джаза. Группа активно гастролировала; практически везде они собирали полные залы. В общей сложности fIREHOSE отыграли 980 концертов, записали 5 альбомов и 2 EP. Последний свой концерт группа дала 12 февраля 1994-го в 'Warner Grand Theatre' в Сан-Педро.
После распада группы пути музыкантов разошлись – хотя судьба ещё не раз сводила их вместе. Майк Уотт выпустил четыре сольных альбома и успел поработать с целым рядом различных проектов – в том числе, с Джорджем Херли и со своей бывшей женой, басисткой Black Flag Кирой Рёсслер (Kira Roessler). Живет Уотт все также в Сан-Педро. В Сан-Педро же проживает и Джордж Херли – также активно занимающийся музыкой в составе самых разных коллективов и по сей день.
Кроуфорд также не стал тратить время даром; сменив ряд групп, он обосновался в Питтсбурге, Пенсильвания (Pittsburgh, Pennsylvania), где сейчас работает с Ed Crawford Trio.

Уотт, Херли и Кроуфорд разошлись абсолютно мирно; как следствие, поклонники группы не переставали рассуждать о возможном воссоединении их кумиров. В своем интервью 'The Village Voice' Майк Уотт признал, что вполне смог бы вновь работать с Кроуфордом и Херли. 4 января 2012-го журнал 'Verbicide' сообщил, что в Сакраменто, Калифорния (Sacramento, California) ещё 29 декабря 2011-го было объявлено о грядущем концерте fIREHOSE. Предполагается, что концерт пройдет 5 апреля 2012-го.

## Дискография

### Студийные альбомы
- Ragin', Full On (1986, SST)
- If'n (1987, SST)
- Fromohio (1989, SST)
- Flyin' the Flannel (1991, Columbia)
- Mr. Machinery Operator (1993, Columbia)

### Синглы / EP
- Sometimes (EP, 1988, SST)
- «Time With You» (promo single, 1989, SST) #26 Billboard Modern Rock Tracks[4]
- Live Totem Pole (EP, 1992, Columbia)
- «Big Bottom Pow Wow» (промосингл, 1994, Columbia)
- «Red & Black» (live, single, 1995, Sony)